# Adrien Prévost de Longpérier

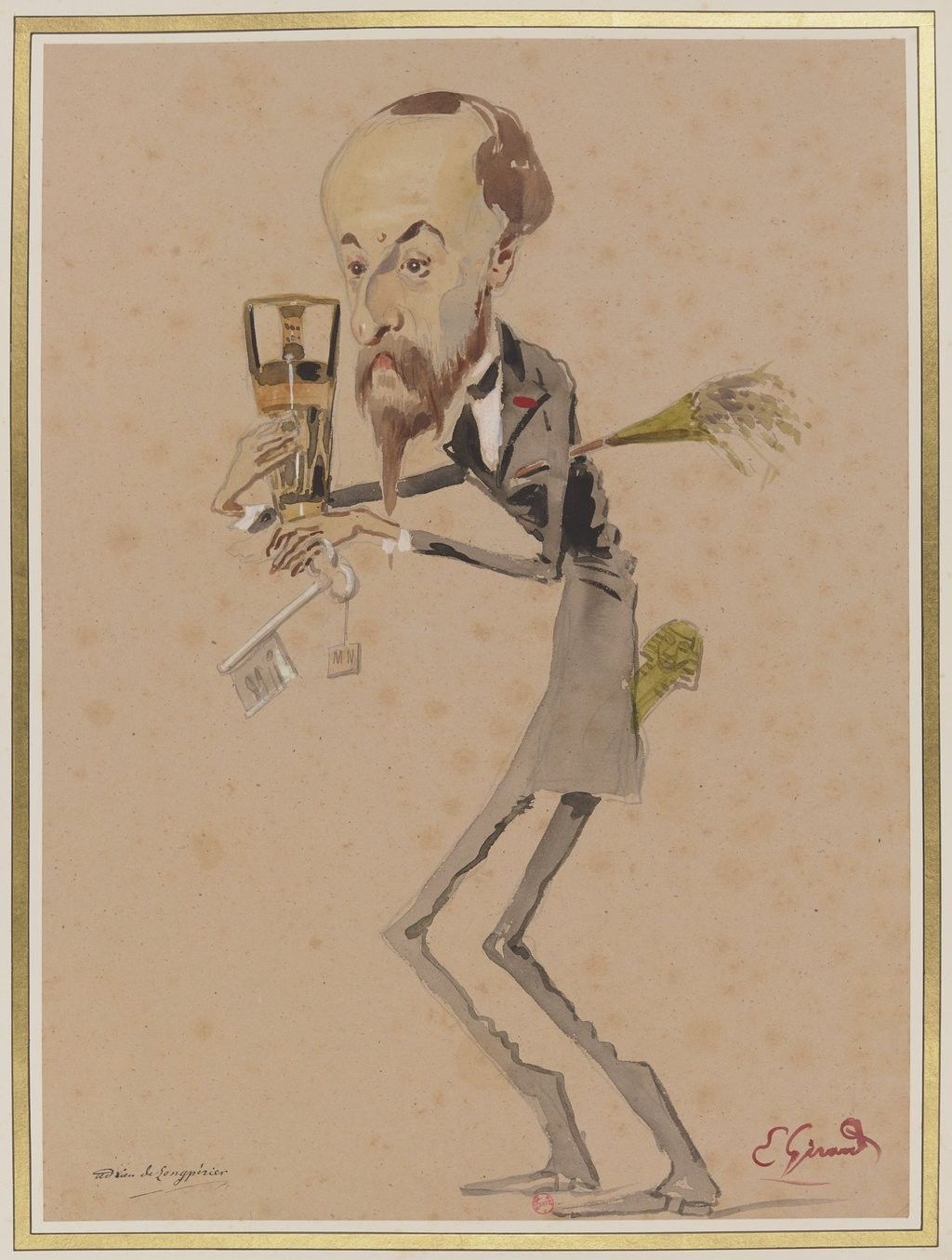

Henry Adrien Prévost de Longpérier, född den 21 september 1816, död den 14 januari 1882, var en fransk arkeolog.
de Longpérier anställdes 1835 i Paris vid kungliga bibliotekets myntkabinett och 1848 som konservator vid museerna i Louvren samt blev 1854 medlem av Franska institutet. Han offentliggjorde en mängd viktiga uppsatser i "Revue de numismatique" och "L'Athenaeum français", i vilka tidskrifters uppsättande han tagit del. Dessutom utgav han arbeten om sasanidernas och arsacidernas mynt (1840 och 1854), Le musée Napoléon III (29 häften, 1864-74, med planscher) med mera. Han var den förste, som lyckades uttolka ett assyriskt kunganamn i kilskrift (namnet Sargon, 1847). Longpériers skrifter utgavs samlade i 6 band, 1882-84.